# Marmesina
La Marmesina es un compuesto químico precursor del psoraleno y en la biosíntesis de las furanocumarinas lineales,  con fórmula C
14H
14O
4.
Este compuesto se encuentra en varias plantas del a familia apiaceae, tales como Aegle marmelos, Ammi majus, Poncirus trifoliata y Prangos bucharica, entre otros.